# فیلیپه آلیسته لوپز
فیلیپه آلیسته لوپز (به پرتغالی: Felipe Aliste Lopes) بازیکن فوتبال در پست مدافع اهل برزیل است که در شهر اوزاسکو و در تاریخ ۷ اوت ۱۹۸۷ به دنیا آمده‌است.
فیلیپه آلیسته لوپز در تیم‌های فوتبال Guarani سابقهٔ حضور دارد.